# Atretium schistosum
Atretium schistosum – gatunek węża z podrodziny zaskrońcowatych (Natricinae) w rodzinie połozowatych (Colubridae); jedyny przedstawiciel rodzaju Atretium.

## Zasięg występowania
Gatunek ten występuje w Azji Południowej (Indie, Nepal, Bangladesz, Sri Lanka).

## Systematyka
Atretium schistosum jest jedynym przedstawicielem rodzaju Atretium. Zaliczany dawniej do tego rodzaju A. yunnanensis został w 2021 roku przeniesiony do rodzaju Fowlea.
Nie wyróżnia się podgatunków.

### Etymologia
- Tropidophis: gr. τροπις tropis, τροπιδος tropidos „kil statku”[8]; οφις ophis, οφεως opheōs „wąż”[9].
- Atretium: etymologia nieznana, Cope nie wyjaśnił pochodzenia nazwy rodzajowej[2]. Nowa nazwa dla Tropidophis J.E. Gray, 1849 (nazwa zajęta przez Tropidophis Cocteau & Bibron, 1843 (Serpentes)).